# فونتانی
فونتانی (به فرانسوی: Fonteny) یک کمون در فرانسه است که در Canton of Delme واقع شده‌است.

## خصوصیات
فونتانی ۱۵٫۷ کیلومترمربع مساحت و ۱۱۸ نفر جمعیت دارد و ۲۴۰ متر بالاتر از سطح دریا واقع شده‌است.